# Проспект Калинина (Тверь)
Проспе́кт Кали́нина — проспект в правобережной части города Твери, находится в Пролетарском районе. Идет от улицы Софьи Перовской до путепровода Октябрьской железной дороги и Комсомольской площади. 
Проспекту присвоено имя Михаила Ивановича Калинина (1875—1946), советского государственного и партийного деятеля.
Пересекает улицы Карла Маркса и проспект Спартака. Переходит в проспект Ленина. 
Проспект Калинина — важная транспортная магистраль, обеспечивающая, через проспекты Ленина и 50 лет Октября выход из Твери в направлении Старицы и Ржева.
Проспект проложен по трассе старых тверских улиц — Пеховой слободы и 1-й Красной слободы. Его интенсивная застройка была начата в 1935 году и завершена в послевоенные годы.
Ширина проспекта — 6 полос движения.

## Транспорт
- Автобусы: 5, 20, 21.